# Strand Hugg
Le Strand Hugg est un lougre dit bourcet-malet, à deux mâts et voiles au tiers.
Il a obtenu le label BIP (Bateau d'intérêt patrimonial) de la Fondation du patrimoine maritime et fluvial. Il est inscrit à l'inventaire du Patrimoine maritime de Normandie.
Son immatriculation est : 188564 L (quartier maritime de Cherbourg).

## Histoire
Il a d'abord servi comme ligneur à la pêche côtière à Granville pour François Lapie père et fils, puis au Havre sous le commandement de Pierre Gallais.
Fin 1989, il est racheté par son actuel propriétaire Pierre Hédouin qui le ramène à Granville pour lui faire subir jusqu'en 2000 une refonte totale et le mettre en conformité pour la navigation avec passagers.

Il sert désormais à l'initiation à la navigation traditionnelle, à la découverte de la baie du mont Saint-Michel et aux îles Chausey. 
Il est géré par l'Association Strand Hugg à Granville et fait partie de la flotte de la société Esprit Grand Large. En tant que membre de l'Association des vieux gréements granvillais (A.V.G.G.) il participe aussi aux manifestations de vieux gréements de Brest à Boulogne, côte Sud anglaise, etc.
Comportant  6 couchettes en 2 cabines il offre aussi des croisières en Manche, aux îles Anglo-Normandes, ou ailleurs à la demande.